# Visualización musical

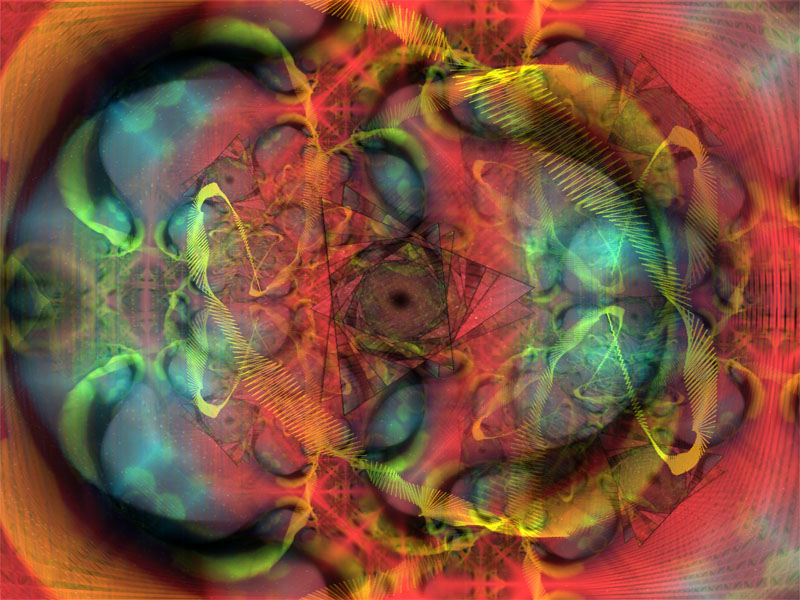
Captura de pantalla del ajuste preestablecido incluido en MilkDrop, un software de visualización de música basado en PC (versión 1.04d, 2001)

La visualización musical es una funcionalidad de los visualizadores de música electrónica y el software de reproducción de medios, que generan imágenes animadas basadas en una pieza musical. Las imágenes generalmente se generan y se reproducen en tiempo real y de alguna manera sincronizadas con la música a medida que se reproduce.
Las técnicas de visualización varían desde las más simples (por ejemplo, una simulación de la pantalla de un osciloscopio) hasta las más elaboradas, que a menudo incluyen una serie de efectos compuestos. Los cambios en la sonoridad de la música y en el espectro de frecuencia se encuentran entre las propiedades utilizadas como entrada para la visualización.
La visualización musical eficaz tiene como objetivo lograr un alto grado de correlación visual entre las características espectrales de una pista musical, como la frecuencia y la amplitud, y los objetos o componentes de la imagen visual que se representa y muestra.

## Definición
La visualización musical se puede definir, a diferencia de las combinaciones de música más visualización pregeneradas existentes (como por ejemplo los videoclips), por su característica de ser generada en tiempo real. Otra posible distinción es vista por algunos en la capacidad de algunos sistemas de visualización musical (como MilkDrop de Geiss) de crear diferentes visualizaciones para cada canción o audio cada vez que se ejecuta el programa, en contraste con otras formas de visualización musical (como videoclips o un espectáculo de luces láser) que siempre muestran la misma visualización. La visualización de la música se puede lograr en un sistema de coordenadas 2D o 3D donde se pueden modificar hasta seis dimensiones, siendo las dimensiones 4ª, 5ª y 6ª el color, la intensidad y la transparencia.

## Historia

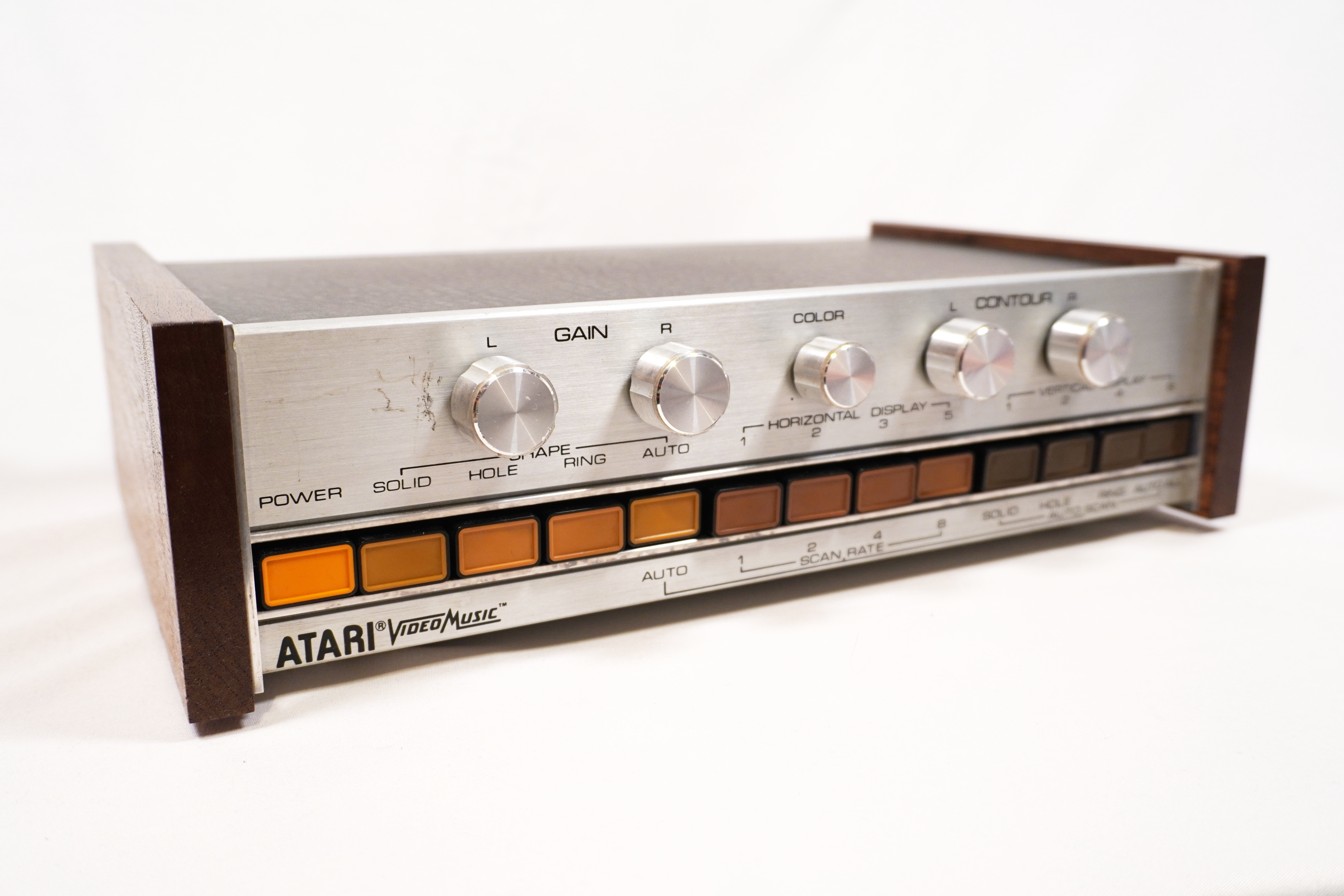
La Atari Video Music, disponible en 1976. La unidad nunca ganó suficiente popularidad y estuvo en producción sólo durante un año.

El primer visualizador de música electrónica fue el Atari Video Music, presentado por Atari Inc. en 1977 y diseñado por el iniciador de la versión doméstica de Pong, Robert Brown. La idea era crear una exploración visual que pudiera implementarse en un sistema estéreo Hi-Fi. En el Reino Unido, la visualización musical fue iniciada por Fred Judd.
Los reproductores de música y audio estaban disponibles en las primeras computadoras domésticas; Sound to Light Generator (1985, Infinite Software) utilizó el reproductor de casetes del Sinclair ZX Spectrum, por ejemplo. La película Electric Dreams de 1984 hizo un uso destacado de uno, aunque como un efecto pregenerado, en lugar de calculado en tiempo real.
Para PC/DOS, uno de los primeros programas de visualización musical modernos fue Cthugha, un programa multiplataforma de código abierto, en 1993. En la década de 1990, la emergente escena de demostración y seguimiento de música fue pionera en las técnicas en tiempo real para la visualización de música en la plataforma PC; los ejemplos resultantes son Cubic Player (1994), Inertia Player (1995) o, en general, sus Demos generadas en tiempo real.
Posteriormente, la visualización de música por computadora se generalizó a mediados y fines de la década de 1990 con aplicaciones como Winamp (1997), Audion (1999) y SoundJam (2000). En 1999, ya existían varias docenas de visualizadores de música no triviales de software gratis en distribución. En particular, MilkDrop (2001) y su predecesor "geiss-plugin" (1998) de Ryan Geiss, G-Force de Andy O'Meara y AVS (2000) de Nullsoft se convirtieron en visualizaciones musicales populares. AVS es parte de Winamp y recientemente se convirtió en código abierto, y G-Force fue licenciado para su uso en iTunes y Windows Media Center[cita requerida] y actualmente es el producto estrella de la empresa emergente de software de Andy O'Meara, SoundSpectrum. En 2008, iTunes añadió el visualizador "Magnetosphere" creado por The Barbarian Group.

## Uso por personas sordas
Se han realizado aplicaciones de visualización de música electrónica para mejorar la experiencia de escuchar música para personas sordas o con problemas de audición. Richard Burn, candidato a doctorado en la Universidad de la Ciudad de Birmingham, desde 2015 está investigando un dispositivo que muestra información visual detallada de instrumentos electrónicos. Estas imágenes proporcionarán información sobre los detalles de lo que se está tocando, como el tono y los armónicos del sonido. Esto permite a los músicos sordos comprender mejor qué notas están tocando, lo que les permite crear música de una nueva manera.
Investigadores de la Universidad Nacional de Singapur también han creado un dispositivo que busca mejorar las experiencias musicales de las personas sordas. Esta tecnología combina una pantalla musical y una silla háptica que integra las cualidades del sonido de la música en vibraciones e imágenes visuales que se correlacionan con las cualidades específicas que se encuentran en la música. La pantalla visual muestra varias formas que cambian de tamaño, color y brillo en correlación con la música. La combinación de esta pantalla visual con una silla háptica que vibra junto con la música tiene como objetivo brindar una experiencia musical más completa a las personas con dificultades auditivas.
La visualización musical puede ser una herramienta valiosa en la educación de estudiantes con discapacidad auditiva. La Cooper Union, ubicada en Nueva York, ha implementado esta técnica para enseñar a niños sordos sobre el fenómeno del sonido. En la American Sign Language and English Lower School, han creado un estudio de luz interactivo que permite a los estudiantes experimentar con la música de manera visual. Este espacio cuenta con una pantalla interactiva que refleja digitalmente el sonido y la música. Los niños tienen la oportunidad de activar instrumentos a través de sus movimientos, lo que les permite observar la respuesta visual generada por la música. Además, pueden interactuar con una pared de "flores parlantes", donde cada flor convierte el sonido en luz, dependiendo de las frecuencias específicas que emiten.

## Lista de visualizadores de música electrónica
- Atari Video Music, diseñado por el iniciador de la versión doméstica de Pong, Robert Brown, y presentado por Atari Inc. en 1976.
- Pixelmusic 3000,[11] visualizador de música de código abierto en un microcontrolador, creado por Uncommon Projects en 2008.

## Lista de software de visualización de música

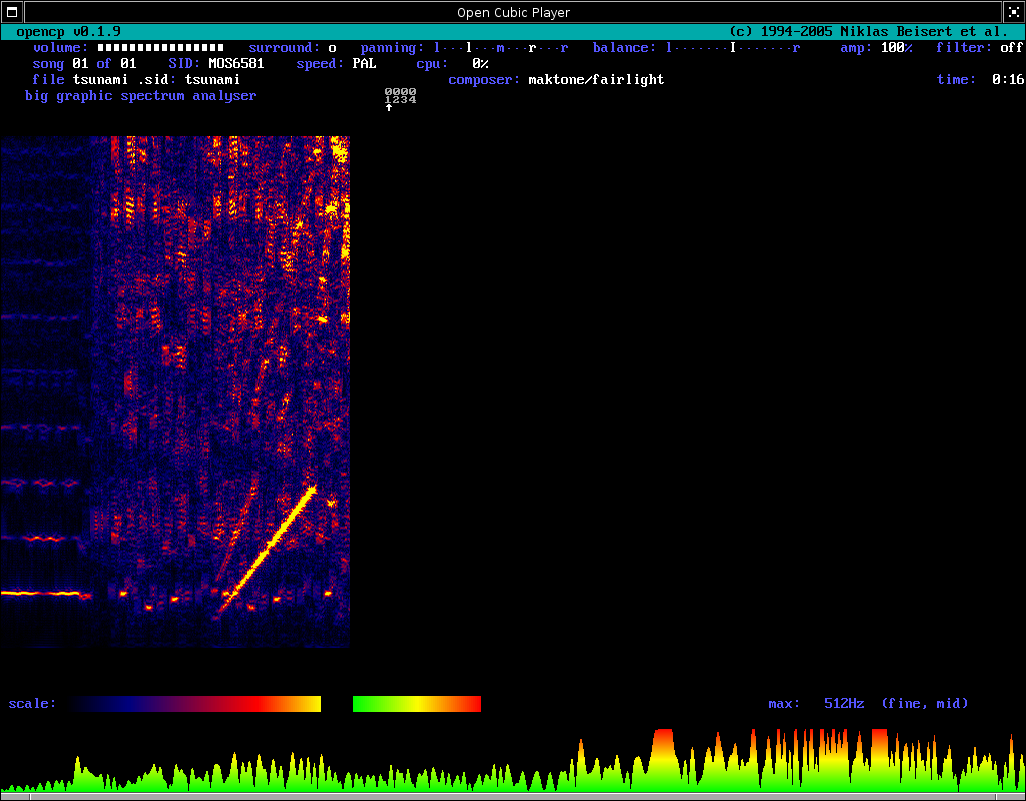
OpenCubic Player, reproductor de archivos con módulo para PC/DOS y visualización de música en tiempo real basada en STFT de 1994

- Advanced Visualization Studio (Justin Frankel) (Plataforma: Windows)
- Cthugha (1993, Kevin "Zaph" Burfitt) (Plataforma: DOS, Winamp)
- G-Force (2000, SoundSpectrum) (Plataformas: Multiplataforma)
- Goom (2001, Jean Christophe Hoelt) (Plataformas: Multiplataforma)
- Magic Music Visuals (2012–2023, Color & Music, LLC) (Plataformas: Windows, macOS/OSX)
- MilkDrop (2001–2022, Ryan Geiss) reimplementado como projectM (Plataformas: multiplataforma)
- Music Animation Machine (1985–2013, Stephen Malinowski) visualiza MIDI, en lugar de formas de onda.[12]
- Neon (2004, Jeff Minter e Ivan Zorzin) (Plataforma: Xbox 360)
- Psychedelia (1984, Jeff Minter), uno de los primeros "sintetizadores de luz", no utilizaba entrada de audio, sino que estaba diseñado para crear visualizaciones en acompañamiento de música.
- Virtual Light Machine (1990, Jeff Minter) (Plataforma: Atari Jaguar)

## Lista de reproductores multimedia que admiten visualización
- AIMP (Equipo de desarrollo de AIMP) (Plataforma: Windows)
- Foobar2000 (Plataforma: Windows)
- MediaPortal (código abierto, equipo MediaPortal) (plataforma: Windows)
- iTunes (2001, Apple) (Plataformas: Mac OS X, Windows)[13]
- Apple Music (2019, Apple) (Plataformas: macOS, iOS y Android)[14]
- Elmedia Player (software Eltima) (Plataforma: Mac OS)
- Winamp (Nullsoft/Radionomy) (Plataforma: Windows)
- Reproductor de Windows Media (Microsoft) (Plataforma: Windows)
- MediaMonkey (Ventis Media Inc.) (Plataforma: Windows)
- RealPlayer (RealNetworks) (Plataforma: Windows)
- Kodi (anteriormente XBMC) (Team XBMC) (Plataforma: Multiplataforma)
- MusicBee (Steven Mayall) (Plataformas: Windows)
- The KMPlayer (Pandora.TV) (Plataforma: Windows)
- Amarok (código abierto, KDE) (plataforma: multiplataforma)
- Totem (código abierto, Gnome) (plataforma: Linux)
- Clementine (código abierto) (plataforma: multiplataforma)
- Audacious Media Player (Equipo Audacious) (Plataforma: POSIX)
- Reproductor multimedia VLC (código abierto, proyecto VideoLAN) (plataforma: multiplataforma)
- Jugador de Xine